# Centre Muntanyenc i de Recerques Olesà
El Centre Muntanyenc i de Recerques Olesà (CMRO), fundat el novembre de 1980 a Olesa de Montserrat, és una entitat del Baix Llobregat dedicada a la cultura i a l'esport, adherida a la Federació d'Entitats Excursionistes de Catalunya.
El 1984, el CMRO va ser reconegut com a Col·laborador del patrimoni cultural per la Generalitat de Catalunya. Les seves activitats inclouen espeleologia, escalada, alpinisme, arqueologia, esquí, excursionisme, sortides guiades i protecció del patrimoni local i regional. Compta amb sis seccions: Muntanya, Recerca, Esquí, Geografia, Ciències Naturals, i Capreolus-Grup de Natura d’Olesa de Montserrat. Organitza anualment un curs d'esquí, que es realitza cada diumenge de febrer a Vallnord, Andorra, amb una participació d'aproximadament quaranta persones.
El CMRO ha donat nom a una via d'escalada, oberta pels escaladors Òscar i Albert Masó, en honor a la Secció de Geografia i Ciències Naturals. Els germans Masó han obert nombroses vies d'escalada i han realitzat múltiples ascensions a Montserrat i Sant Llorenç del Munt.
Els primers anys, el CMRO va restaurar la capella de Sant Pere Sacama i va realitzar expedicions al Perú, l'Himàlaia i els EUA. La mort de dos alpinistes (Albert Ibáñez i Ruiz i Josep Grañó Ortega) al Hidden Peak el 1990 va marcar un període de crisi. El CMRO ha coorganitzat exposicions com Les Joies de la Prehistòria, col·laborat en la campanya arqueològica de Sant Pere Sacama i presentat l'exposició Temps de barraques i marges.